# Šiemuliai
Šiemuliai je ves v západní části Litvy, ve Žemaitii, v Telšiaiském kraji, na jihozápadním okraji okresu (lit.: savivaldybė) Plungė, při cestě (spojce) místního významu Dauginčiai (na dálnici A11) – Lubiai – Šiemuliai – Kuliai; u vsi Šiemuliai se na tuto cestu napojuje další spojka směrem na Plungė. Městečko Kuliai je 7 km směrem na jih (projíždí se vsí Kumžaičiai, která je 4 km na jih). Na západ od vsi je les jménem Šiemulių miškas. Na jih od obce protéká potok Geldupis (pravý přítok řeky Alantas), na východ a sever od obce teče řeka Karkluojė (také pravý přítok řeky Alantas).